# Doug Stanhope

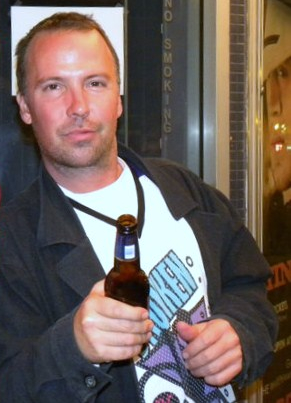
Doug Stanhope (2010)

Douglas Gene "Doug" Stanhope (* 25. März 1967 in Worcester, Massachusetts) ist ein US-amerikanischer Standup-Comedian. Mit derbem und provozierendem Humor behandelt er Themen wie Drogenkonsum, Abtreibung, Religion und Politik, wobei er oft Bezug auf verbreitete Vorurteile nimmt.

## Leben
Stanhope lebte bis zum Alter von 18 Jahren in seinem Geburtsort und zog dann nach Las Vegas, wo er seine ersten Auftritte hatte. Momentan lebt er in Bisbee (Arizona).

## Karriere
Stanhopes Karriere begann 1990 in Las Vegas, wo er zunächst mit alkoholischen Getränken bezahlt wurde. Seitdem ist er bei vielen internationalen Festivals aufgetreten, unter anderem dem Juste pour rire in Montreal/Kanada und im Jahr 2002 beim Edinburgh Festival Fringe.
Stanhopes provokante Art kommt beim Publikum nicht immer gut an. 2006 kommentierte er beim Kilkenny Arts Festival eine damals aktuelle Gesetzesänderung, die die Freilassung eines Sexualstraftäters zur Folge hatte, mit der Aussage, die irischen Frauen seien „zu hässlich um sie zu vergewaltigen“ – und wurde dafür ausgebuht.

## Veröffentlichungen
| Titel                                               | Jahr | CD       | DVD | Digital | Bootleg |
| --------------------------------------------------- | ---- | -------- | --- | ------- | ------- |
| The Great White Stanhope                            | 1998 | X        |     |         |         |
| Sicko                                               | 1999 | X        |     |         |         |
| Something to Take the Edge Off                      | 2000 | X        |     |         |         |
| ACID Bootleg                                        | 2001 |          |     |         | X       |
| Die Laughing                                        | 2002 | X        |     |         |         |
| Word of Mouth                                       | 2003 |          | X   |         |         |
| Deadbeat Hero                                       | 2004 | X        | X   |         |         |
| Morbid Obscenity, The Unbookables                   | 2006 | X        |     |         |         |
| No Refunds                                          | 2007 | X (2008) | X   |         |         |
| From Across the Street                              | 2009 | X        |     |         |         |
| Oslo: Burning the Bridge to Nowhere                 | 2011 | X        | X   |         |         |
| Before Turning the Gun on Himself                   | 2012 | X        | X   |         |         |
| Beer Hall Putsch                                    | 2013 | X        | X   | X       |         |
| No Place Like Home                                  | 2016 | X        |     | X       |         |
| Popov Vodka Presents: An Evening with Doug Stanhope | 2017 |          |     | X       |         |
| The Dying Of A Last Breed                           | 2020 |          |     | X       |         |